# Òscar Perea Lorente
Oscar Perea Lorente (Sabadell, Cataluña, España, 1 de agosto de 1972) es un árbitro de baloncesto español de la liga ACB. Pertenece al Comité de Árbitros de Cataluña.

## Trayectoria
Empezó el arbitraje en los años 1987-1988, siendo árbitro de la Liga EBA durante dos temporadas. Posteriormente, en la temporada 2000-2001, empezó a arbitrar a la Liga ACB. Desde 2007 es árbitro internacional español, después de haber superado el Curso de Candidatos de la International Basketball Federation (FIBA).
El catalán Oscar Perea Lorente ha superado las pruebas del Curso de Candidatos FIBA, celebrado en Sibenic (Croacia), e integran ya el grupo de árbitros internacionales españoles, informa la FEB, convirtiéndose así árbitro de Euroliga.

### Partidos relevantes
Dirigió el primero, tercero y quinto partido de la final de la Liga ACB en el año 2005 entre el Real Madrid y el TAU Cerámica. También arbitró partidos en la final del 2006 entre el Unicaja y TAU Cerámica, así como en la final de 2007 entre Fútbol Club Barcelona y Real Madrid.

## Temporadas
| Categoría        | País   | Año               |
| ---------------- | ------ | ----------------- |
| Categorías bases | España | 1987 - 1998       |
| Liga EBA         | España | 1998 - 2000       |
| Liga ACB         | España | 2000 - Actualidad |
| Euroliga/EuroCup | Europa | 2007-2015         |